# Jasenové
Jasenové (ungarisch Jeszenye – bis 1907 Jaszenó) ist eine Gemeinde im Norden der Slowakei mit 603 Einwohnern (Stand 31. Dezember 2024) im Okres Žilina, einem Kreis des Žilinský kraj.

## Geografie
Die Gemeinde befindet sich im Südwestteil des Talkessels Žilinská kotlina am Mittellauf der Rajčianka. Das Ortszentrum liegt auf einer Höhe von 440 m n.m. und ist drei Kilometer von Rajec sowie 19 Kilometer von Žilina entfernt.
Nachbargemeinden sind Zbyňov im Norden, Kľače im Osten, Rajec im Süden, Malá Čierna im Westen und Súľov-Hradná im Nordwesten.

## Geschichte
Jasenové wurde zum ersten Mal 1407 als Yesenow schriftlich erwähnt und lag im Herrschaftsgebiet der Burg Lietava. Damals war István, Sohn von Lambert, Richter von Rajec Erbrichter von Jasenové. 1598 standen im Ort 21 Häuser, 1828 zählte man 52 Häuser und 381 Einwohner, die als Hirten und Landwirte beschäftigt waren.
Bis 1918 gehörte der im Komitat Trentschin liegende Ort zum Königreich Ungarn und gehörte danach zur Tschechoslowakei beziehungsweise heute zur Slowakei.

## Bevölkerung
| Jahr                | 1994 | 2004    | 2014    | 2024    |
| ------------------- | ---- | ------- | ------- | ------- |
| Anzahl der Personen | 621  | 635     | 599     | 603     |
| Unterschied         |      | +2,25 % | −5,66 % | +0,66 % |

| Jahr                | 2023 | 2024 |
| ------------------- | ---- | ---- |
| Anzahl der Personen | 603  | 603  |
| Unterschied         |      | +0 % |

Gemäß der Volkszählung 2011 wohnten in Jasenové 606 Einwohner, davon 584 Slowaken, zwei Tschechen und ein Mährer. 19 Einwohner machten keine Angabe zur Ethnie.
538 Einwohner bekannten sich zur römisch-katholischen Kirche, zwei Einwohner zur Evangelischen Kirche A. B. sowie jeweils ein Einwohner zur altkatholischen Kirche und zur orthodoxen Kirche; fünf Einwohner bekannten sich zu einer anderen Konfession. 14 Einwohner waren konfessionslos und bei 50 Einwohnern ist die Konfession nicht ermittelt.

## Bauwerke und Denkmäler
- römisch-katholische Kirche aus dem 14. Jahrhundert, ursprünglich gotisch, heute im neoromanischen Stil gestaltet
- römisch-katholische Herz-Jesu-Kirche aus dem Jahr 2000
- Herz-Jesu-Kapelle aus dem Jahr 1924
- zwei Landsitze aus dem 19. Jahrhundert

## Verkehr
Jasenové ist über zwei Straßen von Kľače und Zbyňov heraus erreichbar, mit Anschluss an die Straße 1. Ordnung 64 in beiden Orten. Der nächste Bahnanschluss ist die Haltestelle Kľače an der Bahnstrecke Žilina–Rajec.